# Tandsäckmossa
Tandsäckmossa (Calypogeia fissa) är en bladmossart som först beskrevs av Carl von Linné, och fick sitt nu gällande namn av Giuseppe Raddi. Tandsäckmossa ingår i släktet säckmossor, och familjen Calypogeiaceae. Enligt den finländska rödlistan är arten nära hotad i Finland. Arten är reproducerande i Sverige. Artens livsmiljö är bäckar. Inga underarter finns listade i Catalogue of Life.

## Bildgalleri

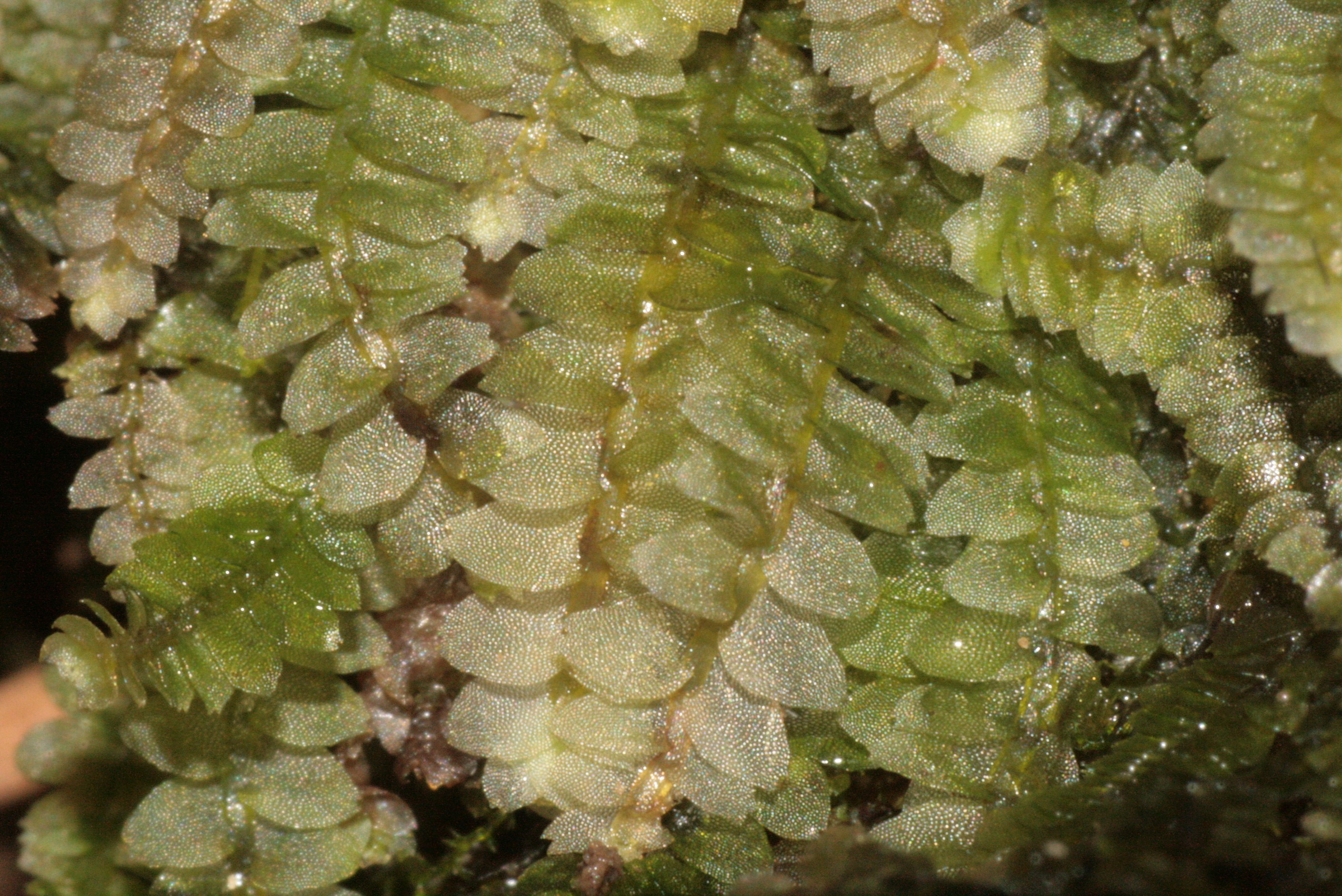
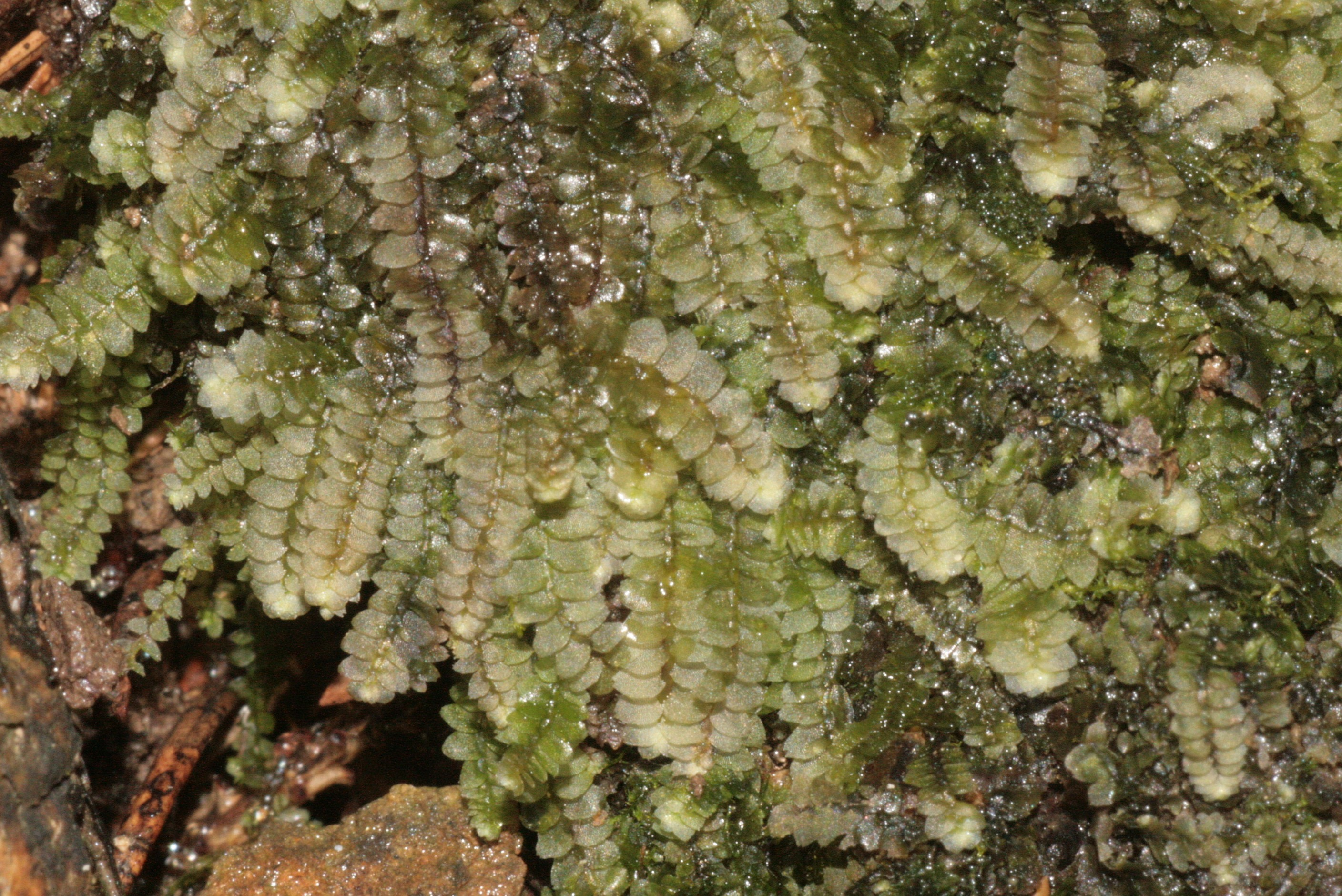
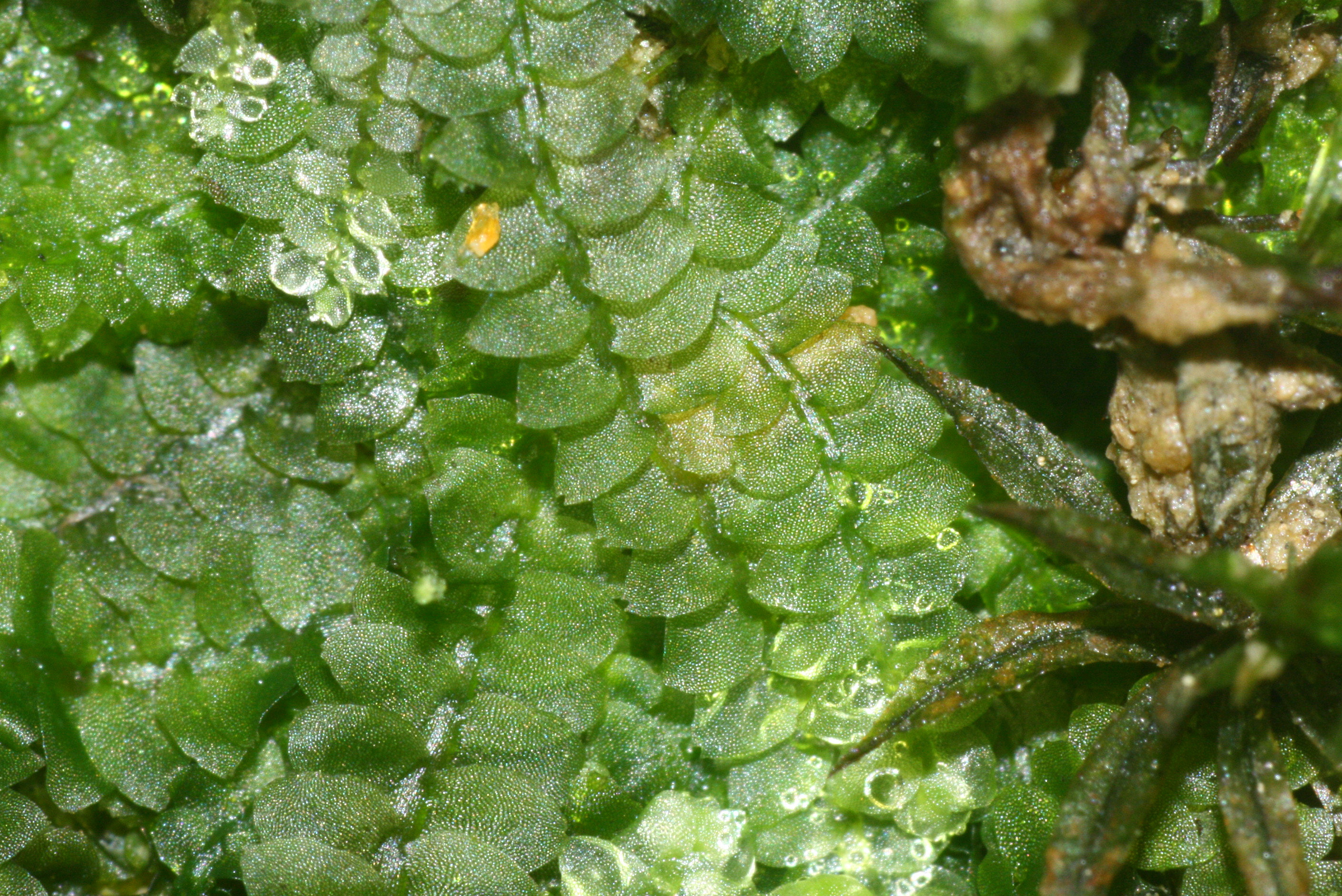
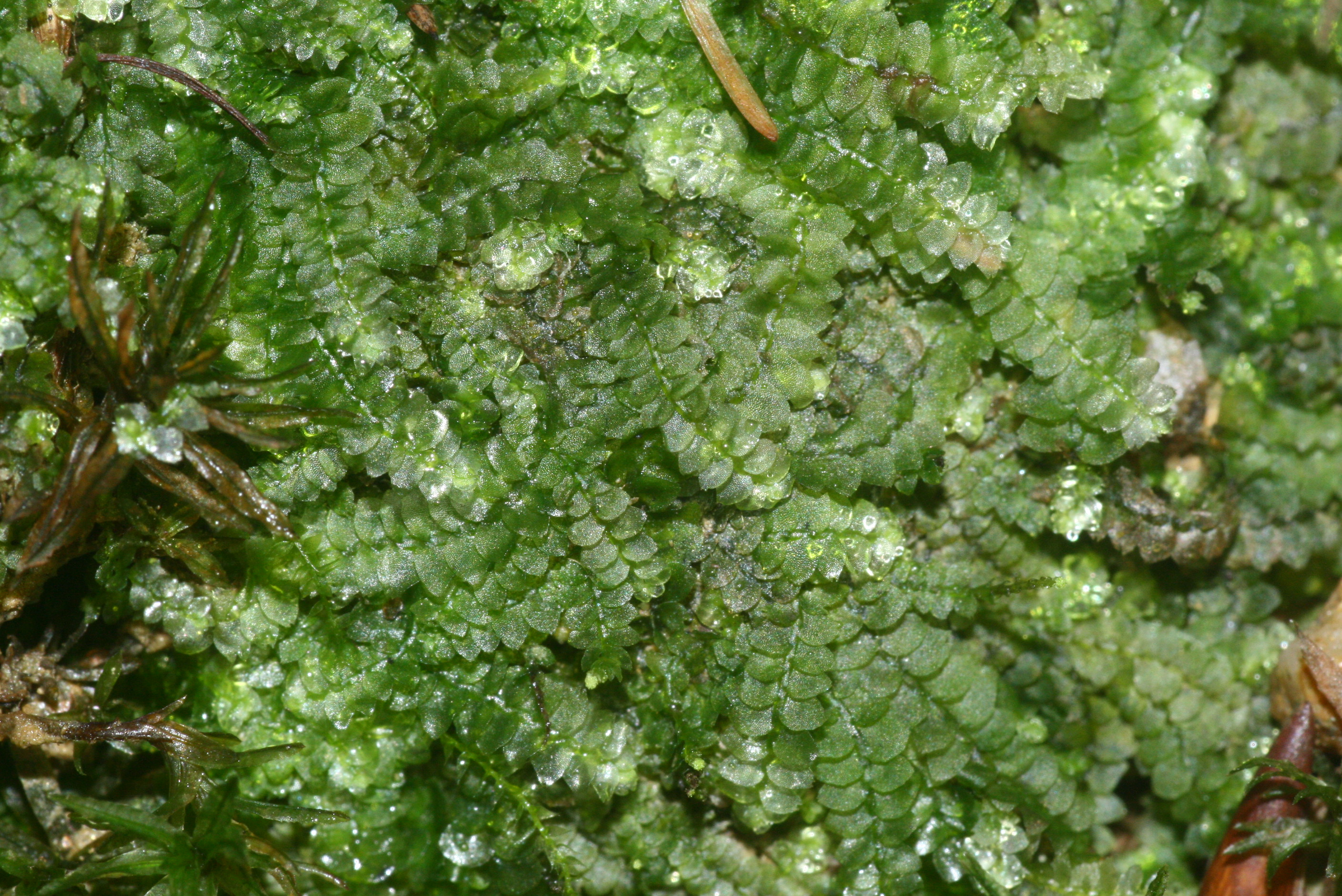